# توشيو ساكاي (لاعب غو محترف)
توشيو ساكاي (باليابانية: 酒井利雄؛ بالكانا: さかい としお) هو لاعب غو محترف ‏ ياباني، ولد في 1920 في اليابان، وتوفي في 1983.